# SV Babelsberg 03
El SV Babelsberg es un club de fútbol alemán del barrio de Babelsberg de la ciudad de Potsdam, capital del Bundesland de Brandeburgo.

## Historia
Fue fundado en el año 1903 con el nombre Sport-Club Jugendkraft 1903, cambiándolo en 1948 por el de SG Karl-Marx Babelsberg, siendo el equipo sucesor del SpVgg Potsdam 03.
Jugando con el nombre SV Nowawes obtuvieron la promoción a la Gauliga Berlin-Brandenburg, una de las ligas creadas en el periodo de reorganización del fútbol alemán de en el Tercer Reich, descendiendo 3 años más tarde. Regresó en 1943 con el nombre SpVgg Potsdam, quedando en los primeros 3 lugares antes de la Segunda Guerra Mundial.

### Periodo de Posguerra enAlemania Oriental
Al terminar la guerra, llegó la ocupación de las autoridades aliadas, las cuales ordenaron desaparecer a todas las organizaciones del país, incluidos los equipos de fútbol.Los antiguos miembros del SpVgg se reorganizaron como SG Karl Marx Babelsberg en 1948 en la Ocupación Soviética en el lado este del país. El 1 de agosto de 1949, se fusionaron con el equipo local SG Drewitz y cambiaron su nombre por el de BSG Motor Babelsberg.
Fueron un eterno equipo de segunda división de Alemania Oriental, de la DDR-Liga con breves periodos en la tercera división en 1968–71, 1972–73, y 1980–81. Con un récord regular en partidos de liga y apariciones discretas en torneos de la copa FDGB-Pokal. Justo antes de la Reunificación alemana el equipo descendió a la segunda división.

### Unificación
El 10 de diciembre de 1991, Motor adoptó el nombre de Sportverein Babelsberg 03. Se mantenía en las divisiones más bajas de la reunificada Alemania hasta llegar a la Oberliga Nordost-Nord (IV) en 1996. Aumentó su nivel entre 1996 y 1999. Ganaron el título y el ascenso a la Regionalliga Nordost (III). Un segundo lugar en el año 2001 en la Regionalliga Nord (III) los mandó a la 2. Bundesliga. El SV jugó su primer  DFB-Pokal en el 2000 y 2001, pero fue eliminado en las primeras rondas.
El periodo del Babelsberg en la segunda división fue corto. Acabaron en último lugar en la temporada 2003–04 y regresaron a la Oberliga Nordost-Nord (IV). Se declaró en bancarrota en el 2003 pero siguió jugando gracias a la obtención de un crédito de apoyo en el plan de bancarrota. Ascendieron a la Regionalliga Nord (III) para la temporada 2007–08. En la temporada 2009–10, Babelsberg ascendió a la 3. Liga al ganar la Regionalliga Nord, pero descendieron en la temporada 2012/13.

## Palmarés
- Bezirksliga Potsdam (III): 1

1973
- Bezirksliga Potsdam-Sud  (III): 1

1981
- Verbandsliga Brandenburg (V): 1

1996
- NOFV-Oberliga Nord (IV): 2

1997, 2007
- Regionalliga Nord (IV): 1

2010